# Melitonympha cockerella
Melitonympha cockerella är en fjärilsart som beskrevs av August Busck 1903. Melitonympha cockerella ingår i släktet Melitonympha och familjen Plutellidae. Inga underarter finns listade i Catalogue of Life.